# Гелиограф (телеграф)
Гелиограф (от др.-греч. ἥλιος — Солнце и γράφω — пишу), в технике связи — оптический телеграф, устройство для передачи информации на расстояние посредством световых вспышек. 
Главной частью гелиографа является закреплённое в рамке зеркало, наклонами которого производится сигнализация (гелиографирование) серией вспышек солнечного света (как правило, азбукой Морзе) в направлении получателя сигнала.
Обычно гелиографы выполнялись мобильными и монтировались на треноге.

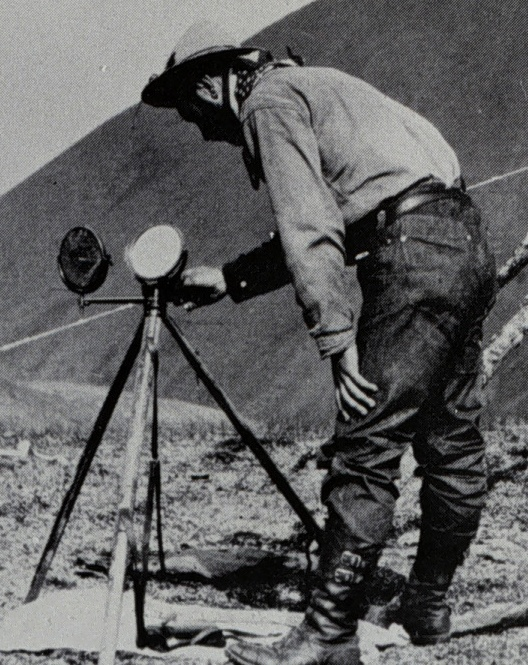
Сигнальный полевой гелиограф, 1910 год.

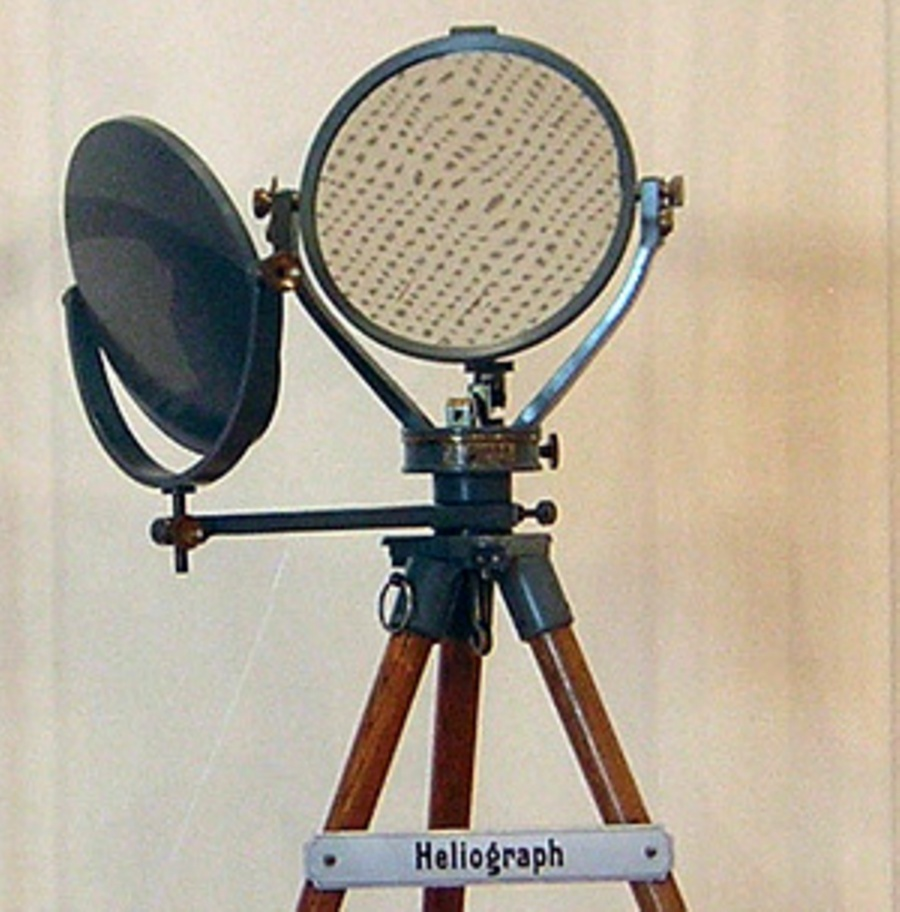
Немецкий гелиограф, сделанный Р. Фюссом в Берлине (экспонируется в Музее связи во Франкфурте.)

Первое письменное упоминание об использовании гелиографа встречается в работе Ксенофонта Элленика 405 года до н.э., в которой описано, что древние греки использовали полированные щиты для обозначения битвы. Непопулярный римский правитель Тиберий использовал гелиограф, чтобы управлять империей со своей виллы на острове Капри, отправляя приказы каждый день на материк, расположенный в 8 км. В 1810 году немецкий профессор Карл Фридрих Гаусс из Геттингенского университета представил свой вариант гелиографа. 
В 1869 году британец Генри Кристофер Манс изобрёл гелиограф, в котором управление вспышками осуществлялось с помощью ключа, аналогичному телеграфному, информация передавалась, как правило, азбукой Морзе. Гелиографы применялись в армиях многих стран в XIX и начале XX века (в армиях Великобритании и Австралии — вплоть до 1960-х годов). Дальность связи в хороших условиях (солнечный день, чистая атмосфера) могла превышать 50 километров. Рекорд дальности связи посредством гелиографа был поставлен в США в 1894 году (расстояние между точками передачи и приёма 295 километров, обе располагались на горных вершинах).
В стандартное оснащение спасательных плотов входит зеркальце с отверстием — для возможности привлечения внимания судов и самолётов при помощи «солнечного зайчика». Существуют сигнальные зеркала двух видов по материалу: из металла и из стекла. Сигнальное зеркало бывает двух видов: двойное (состоит из двух соединенных друг с другом с помощью небольших петель зеркальной и матовой створок) и с целиком (пластина с отверстием в центре).